# تماس اضطراری (فیلم ۱۹۳۳)
تماس اضطراری (انگلیسی: Emergency Call) یک فیلم است که در سال ۱۹۳۳ منتشر شد. از بازیگران آن می‌توان به ویلیام بوید، وین گیبسن، ویلیام گارگان و جورج استون اشاره کرد. تماس اضطراری یک فیلم آمریکایی با زبان انگلیسی است.